# Esteban II (Obispo de Clermont)
Esteban II es una de las personalidades aristocráticas y eclesiásticas más importantes de Auvernia en el siglo X. Hermano del vizconde de Clermont Roberto II, fue abad de Conques en Rouergue, posteriormente obispo de Clermont en Auvernia, entre 942 y 984.
Participó en la instalación de monjes cluniacenses en Sauxillanges (a más tardar en 944), fundó los capítulos de Notre-Dame du Port en Clermont (959) y Saint-Germain-Lembron (dos actos de fundación en 945, 962) y toma una parte decisiva en la pacificación de Auvernia, contra la violencia perpetrada por los caballeros (milicias) en las décadas anteriores a la Paz de Dios.